# Тушемилов, Папа Михайлович
Папа́ Тушеми́лов (13 декабря 1877 — 17 февраля 1954) — бурятский народный сказитель-улигершин.

## Биография
Папа Тушемилов родился в крестьянской семье в улусе Нижний Мельхитуй (Баян Жалга) Балаганского уезда Иркутской губернии на земле нынешнего Нукутского района Иркутской области.
Первые народные сказания он услышал из уст своей бабушки. 
Обладая от природы феноменальной памятью, П. Тушемилов запоминал наизусть свыше 30 эпических сказаний, среди которых были улигеры «Аламжи мэргэн», «Хараасгай мэргэн», «Алтан шагай мэргэн» и «Гэсэр», четыре главы из которого с его слов записал бурятский фольклорист Илья Мадасон.
Также улигершин хорошо знал около 100 сказок (многие — в стихотворной форме), десятки легенд, преданий, загадок, благопожеланий, песен, пословиц и поговорок. Значение его для бурятской литературы и культуры трудно переоценить.
Кроме того, Папа Тушемилов был талантлив и во многих других областях человеческого познания. В частности, был известным в округе знатоком народной хирургии — костоправом. 
Фольклорист Р. Шерхунаев, заслуженный работник культуры Республики Бурятия, говорил о нём:

 «П. Тушемилов являлся и поэтом-импровизатором, сочинявшим новые произведения в духе времени. Он был сведущ во многих областях народных знаний: в фольклоре и истории, педагогике и музыке, хореографии, метеорологии и медицине. Он был энциклопедией народных знаний».